# Lehtosaari (ö i Jyväskylä, Tuomiojärvi)
Lehtosaari är en ö i Finland. Den ligger i  norra delen av sjön Tuomiojärvi och i kommunen Jyväskylä i den ekonomiska regionen  Jyväskylä och landskapet Mellersta Finland, i den centrala delen av landet, 240 km norr om huvudstaden Helsingfors. Öns area är 0,2 hektar och dess största längd är 80 meter i nord-sydlig riktning.